# Эль-Салеро
Эль-Салеро (исп. El Salero) — посёлок в центральной части Мексики, на территории штата Агуаскальентес. Входит в состав муниципалитета Косио.

## Географическое положение
Эль-Салеро расположен на севере штата, на расстоянии приблизительно 49 километров к северу от города Агуаскальентес, вблизи административной границы со штатом Сакатекас. Абсолютная высота — 2035 метров над уровнем моря.

## Население
Согласно данным, полученным в ходе проведения официальной переписи 2005 года, в посёлке проживало 1074 человека (530 мужчин и 544 женщины). Насчитывалось 214 домов. По возрастному диапазону население распределилось следующим образом: 45 % — жители младше 18 лет, 47,6 % — между 18 и 59 годами и 7,4 % — в возрасте 60 лет и старше. Уровень грамотности среди жителей старше 15 лет составлял 95,8 %.
По данным переписи 2010 года, численность населения Эль-Салеро составляла 1229 человек. Динамика численности населения посёлка по годам:
| 2000 | 2005 | 2010 |
| ---- | ---- | ---- |
| 1025 | 1074 | 1229 |